# Jerome Ramatlhakwane
Jerome Ramatlhakwane (ur. 29 października 1985 w Lobatse) – botswański piłkarz grający na pozycji napastnika.

## Kariera klubowa
Karierę piłkarską Ramatlhakwane rozpoczął w klubie Uniao Flamengo Santos FC. W jego barwach zadebiutował w 2003 roku w botswańskiej Premier League. W latach 2005–2006 grał w Mogoditshane Fighters. W 2006 roku odszedł do Mochudi Centre Chiefs SC. W sezonie 2007/2008 wywalczył z nim mistrzostwo Botswany.
W 2008 roku Ramatlhakwane przeszedł do cypryjskiego APOP Kinyras Peyias. Po pół roku gry w nim został zawodnikiem południowoafrykańskiego Santosu Kapsztad. W 2009 był z niego wypożyczony do Thanda Royal Zulu FC. Natomiast w trakcie sezonu 2010/2011 przeszedł do innego klubu z Kapsztadu, Vasco da Gama. Następnie grał w Mochudi Centre Chiefs (2012−2013, mistrzostwo kraju), CS Don Bosco (2013–2014), Township Rollers (2015–2016), Mochudi Centre Chiefs (2016–2017), Township Rollers (2017 i mistrzostwo kraju w sezonie 2017–2018) oraz w Orapa United FC (2018–2019).

## Kariera reprezentacyjna
W reprezentacji Botswany Ramatlhakwane zadebiutował 15 listopada 2006 roku w wygranym 1:0 towarzyskim meczu ze Suazi. W 2011 roku awansował z nią do Puchar Narodów Afryki 2012, na którym Botswana wystąpiła po raz pierwszy w swojej historii. Został powołany do kadry na ten turniej. Od 2006 do 2018 rozegrał w kadrze narodowej 57 meczów i strzelił 21 goli.